# Brodie Retallick
Brodie Allan Retallick (31 de maio de 1991) é um jogador de rugby neozelandês, que joga na posição de forward.

## Carreira
Brodie Rettalick integrou o elenco da Seleção de Rugby Union da Nova Zelândia campeão na Copa do Mundo de Rugby Union de 2015.